# Basoko
Basoko è un centro abitato della Repubblica Democratica del Congo, situato nella Provincia di Tshopo.